# Bartomeu Bennàssar Vicenç
Bartomeu Bennàssar Vicenç (Felanitx, 1937) és un religiós i escriptor mallorquí. Va ser ordenat prevere el 1955 i es va llicenciar en teologia per la Universitat Gregoriana de Roma el 1960. Es doctorà a l'acadèmia Alfonsiana el 1964. Fins al 1968, exercí diversos càrrecs a la Diòcesi de Mallorca. Després d'una experiència missional a Perú (1968-1970), d'on va ser expulsat, tornà a Mallorca i va ser nomenat delegat diocesà de Turisme (1971-1976), del Departament de Pastoral i Turisme de la Conferència Episcopal Espanyola (1971-1974) i d'Acció Social (1979-1983), que compaginà amb diverses tasques parroquials i docents com a professor del Centre d'Estudis Teològics de Mallorca (des de 1970).
La seva tasca com a estudiós de la moral des d'una positura avançada i fronterera ha estat fonamental en la renovació de la reflexió teològica a Mallorca. Ha publicat també dos llibres de poemes que complementen la recerca moral des de la seva experiència cristiana, social i política. El 2002 va rebre el Premi Ramon Llull.

## Obres

### Teologia
- Turismo y pastoral, Síntesis de teología de las vacaciones (1966), tesi doctoral
- Contestación, carisma y cambio de estructuras (1970)
- Viure a la intempèrie (1985)
- L'altre ens allibera (1985)
- Església a la part forana de Mallorca (1985)
- Moral para una sociedad en tiempo de crisis (1986)
- Cultura nacional i immigració. Aproximació a una qüestió pendent (1988)
- Pensar y vivir moralmente. L'actitud samaritana del Pueblo de Dios (1988)
- El amor, mayor que la fe. Ética de la solidaridad (1988)

### Poesia
- Quasi poemes (1984)
- Petjades i (tre)pitjades. Quasi pregària (1987)